# Botunje
Botunje (en serbe cyrillique : Ботуње) est un village de Serbie situé dans la municipalité de Pivara (Kragujevac), district de Šumadija. Au recensement de 2011, il comptait 671 habitants.

## Démographie

### Évolution historique de la population
| 1948  | 1953  | 1961  | 1971 | 1981 | 1991 | 2002 | 2011 |
| ----- | ----- | ----- | ---- | ---- | ---- | ---- | ---- |
| 1 201 | 1 175 | 1 083 | 924  | 893  | 810  | 649  | 671  |

|  |